# العلاقات الألمانية اليونانية
العلاقات الألمانية اليونانية هي العلاقات الثنائية التي تجمع بين ألمانيا واليونان.

## مقارنة بين البلدين
هذه مقارنة عامة ومرجعية للدولتين:
| وجه المقارنة                                              | ألمانيا                                                                              | اليونان                                                                             |
| --------------------------------------------------------- | ------------------------------------------------------------------------------------ | ----------------------------------------------------------------------------------- |
| المساحة (كم2)                                             | 357.41 ألف                                                                           | 131.96 ألف                                                                          |
| عدد السكان (نسمة)                                         | 81.29 مليون                                                                          | 10.76 مليون                                                                         |
| الكثافة السكانية (ن./كم²)                                 | 227.44                                                                               | 81.54                                                                               |
| العاصمة                                                   | بون، برلين                                                                           | أثينا، نافبليو                                                                      |
| اللغة الرسمية                                             | اللغة الألمانية                                                                      | لغة يونانية، Demotic Greek ‏                                                         |
| العملة                                                    | يورو، مارك ألماني                                                                    | يورو، دراخما، Phoenix (currency) ‏                                                   |
| الناتج المحلي الإجمالي (بليون دولار)                      | 3.68 تريليون                                                                         | 200.29 مليار                                                                        |
| الناتج المحلي الإجمالي (تعادل القوة الشرائية) بليون دولار | 3.92 تريليون                                                                         | 285.45 مليار                                                                        |
| الناتج المحلي الإجمالي الاسمي للفرد دولار أمريكي          | 41.31 ألف                                                                            | 18.00 ألف                                                                           |
| الناتج المحلي الإجمالي للفرد دولار أمريكي                 | 46.40 ألف                                                                            | 26.85 ألف                                                                           |
| مؤشر التنمية البشرية                                      | 0.926                                                                                | 0.865                                                                               |
| رمز المكالمات الدولي                                      | +49                                                                                  | +30                                                                                 |
| رمز الإنترنت                                              | .de                                                                                  | .gr                                                                                 |
| المنطقة الزمنية                                           | توقيت وسط أوروبا، ت ع م+01:00، ت ع م+02:00، توقيت أوروبا الوسطى المعياري (ت غ م +1) ‏ | توقيت شرق أوروبا، ت ع م+02:00، ت ع م+03:00، توقيت شرق أوروبا الصيفي ‏، أوروبا/أثينا ‏ |

## مدن متوأمة
في ما يلي قائمة باتفاقيات التوأمة بين مدن ألمانية ويونانية:
- ترتبط غيفهورن مع كسانثي باتفاقية توأمة.
- ترتبط أشهآيم مع Leros Municipality  [لغات أخرى]‏ باتفاقية توأمة.
- ترتبط باينه مع تريبولي باتفاقية توأمة منذ 1990.
- ترتبط نورنبرغ مع كافالا باتفاقية توأمة منذ 1979.
- ترتبط فورت مع كسيلوكاسترو باتفاقية توأمة منذ 1995.[18][18][18][18]
- ترتبط مايسن مع كورفو باتفاقية توأمة.
- ترتبط كولونيا مع سلانيك باتفاقية توأمة منذ 29 مايو 1963.
- ترتبط Steglitz-Zehlendorf [الإنجليزية]‏ مع سوخوس باتفاقية توأمة منذ 1988.[19][19][19][19]
- ترتبط آمبرغ مع تريكالا باتفاقية توأمة.
- ترتبط فلبرت مع إيغومنيتسا باتفاقية توأمة.[20]
- ترتبط غومرسباخ مع أفانتو باتفاقية توأمة.
- ترتبط غورليتس مع ناوسا باتفاقية توأمة منذ 1990.
- ترتبط لايبزيغ مع سلانيك باتفاقية توأمة منذ 1973.[21][21][21][22]
- ترتبط أوتوبغون مع نافبليو باتفاقية توأمة.
- ترتبط شفاباخ مع كالاباكا باتفاقية توأمة منذ 1975.
- ترتبط ترويسدورف مع كورفو باتفاقية توأمة.
- ترتبط مندن مع خالكيذا باتفاقية توأمة.
- ترتبط Großostheim [الإنجليزية]‏ مع Archaia Olympia [الإنجليزية]‏ باتفاقية توأمة.
- ترتبط Gemmrigheim [الإنجليزية]‏ مع Orestiada Municipality  [لغات أخرى]‏ باتفاقية توأمة.
- ترتبط ماينتال مع كاتريني باتفاقية توأمة.
- ترتبط كاستروب راوكسل مع تريكالا باتفاقية توأمة.
- ترتبط باد كوتستينغ مع بروزة باتفاقية توأمة.
- ترتبط أوتفايلر مع فريليسيا باتفاقية توأمة.

## منظمات دولية مشتركة
يشترك البلدان في عضوية مجموعة من المنظمات الدولية، منها:
| علم المنظمة | اسم المنظمة                               | تاريخ انضمام ألمانيا | تاريخ انضمام اليونان |
| ----------- | ----------------------------------------- | -------------------- | -------------------- |
|             | مؤسسة التمويل الدولية                     | 20 يوليو 1956        | 26 سبتمبر 1957       |
|             | يونسكو                                    | 11 يوليو 1951        | 4 نوفمبر 1946        |
|             | مجموعة أستراليا                           | 1985                 | 1985                 |
|             | اتحاد المدفوعات الأوروبي ‏                 | ?                    | ?                    |
|             | مجموعة الموردين النوويين                  | ?                    | ?                    |
|             | الوكالة الدولية للطاقة                    | ?                    | ?                    |
|             | مؤسسة التنمية الدولية                     | 24 سبتمبر 1960       | 9 يناير 1962         |
|             | منظمة التعاون الاقتصادي والتنمية          | 27 سبتمبر 1961       | 30 سبتمبر 1961       |
|             | نظام تحكم تكنولوجيا القذائف               | 1987                 | 1992                 |
|             | المركز الدولي لتسوية المنازعات الاستشارية | 18 مايو 1969         | 21 مايو 1969         |
|             | وكالة ضمان الاستثمار متعدد الأطراف        | 12 أبريل 1988        | 30 أغسطس 1993        |
|             | منظمة حظر الأسلحة الكيميائية              | 29 أبريل 1997        | ?                    |
|             | الاتحاد الدولي للاتصالات                  | 1866                 | 1866                 |
|             | الأمم المتحدة                             | 18 سبتمبر 1973       | 25 أكتوبر 1945       |
|             | المنظمة الهيدروغرافية الدولية             | ?                    | ?                    |
|             | منظمة الشرطة الجنائية الدولية             | ?                    | ?                    |
|             | البنك الدولي للإنشاء والتعمير             | 14 أغسطس 1952        | 27 ديسمبر 1945       |
|             | منظمة الأمن والتعاون في أوروبا            | 25 يونيو 1973        | 25 يونيو 1973        |
|             | وكالة الفضاء الأوروبية                    | 31 مايو 1977         | 9 مارس 2005          |
|             | الاتحاد البريدي العالمي                   | 1 يوليو 1875         | ?                    |
|             | حلف شمال الأطلسي                          | 9 مايو 1955          | 18 فبراير 1952       |
|             | منظمة التجارة العالمية                    | ?                    | 1995                 |
|             | الفريق المعني برصد الأرض                  | ?                    | ?                    |
|             | المنظمة الأوروبية لسلامة الملاحة الجوية   | 1960                 | 1988                 |
|             | مجلس أوروبا                               | 13 يوليو 1950        | 9 أغسطس 1949         |
|             | الاتحاد الأوروبي                          | 25 مارس 1957         | 1981                 |
|             | اتفاقية السماوات المفتوحة                 | ?                    | ?                    |

## أعلام
هذه قائمة لبعض الشخصيات التي تربطها علاقات بالبلدين:
- ألكسندر الأول ملك اليونان (ملك يوناني سابق، 1 أغسطس 1893[58] – 25 أكتوبر 1920[58][59])
- أوتو الثالث (980[60][61][62] – 24 يناير 1002)
- أوتو ملك اليونان (1 يونيو 1815[63] – 26 يوليو 1867[63])
- بول ملك اليونان (ملك يوناني سابق، 14 ديسمبر 1901[64][65] – 6 مارس 1964[64][65])
- جورج الثاني ملك اليونان (ملك يوناني سابق، 19 يوليو 1890[66] – 1 أبريل 1947[66][67])
- جوزيه هوليباس (لاعب كرة قدم يوناني، 27 يونيو 1984[68] – )
- فيليب دوق إدنبرة (أمير يوناني الأصل زوج الملكة اليزابيث الثانية، 10 يونيو 1921[69][70][71] – )
- قسطنطين الثاني (ملك يوناني سابق وآخرهم، 2 يونيو 1940[72] – )
- كونستانتينوس ميتروغلو (لاعب كرة قدم يوناني، 12 مارس 1988 – )

## وصلات خارجية
- موقع وزارة الخارجية الألمانية
- موقع وزارة الخارجية اليونانية